# Po pádu noci
Po pádu noci je vědeckofantastický román amerického astrofyzika a spisovatele Gregory Benforda vydaný v roce 1990. V anglickém originále se kniha jmenuje Beyond the Fall of Night. Dílo je volným pokračováním románu britského spisovatele Arthura C. Clarka Proti pádu noci.
Kniha vyšla česky v nakladatelství Baronet v roce 1999  jako společné vydání s titulem Proti pádu noci. Společné vydání má 336 stran, román Po pádu noci zabírá 176 stran knihy.
Neobvyklý sci-fi román nemá mnoho společných prvků s dílem Proti pádu noci, na které navazuje. Shodná jsou jména postav (Alvin, Seranis) a nebezpečí známé jako „Šílená mysl“.

## Námět
Příběh ze znovuobnovené Země, která již není pustinou. Země díky spolupráci lidí z Diasparu a Lys vzkvétá, přesto jí hrozí velké nebezpečí - a nejen jí, neboť je součástí vyššího celku. Několik staletí poté, co byly obnoveny různé inteligentní rasy a druhy je Sluneční soustava napadena „Šílenou myslí“, která se zaměřuje především na vyhlazení ur-hominidních. Útok přežila jen jedna ur-hominidní žena Cley, která se musí vydat na útěk.

## Postavy
- Alvin - muž, který ukončil izolaci dvou rozdílných forem civilizace na Zemi - města Diasparu a společenství Lys.
- Cley - hlavní postava příběhu, ur-hominidní žena, dokáže vidět i v infračerveném spektru a má stejně jako Seranis a lidé z Lys schopnost telepatie
- Pátrač - inteligentní tvor, jehož předci byli mývalové. Doprovází Cley.
- Seranis - představená komunity v Lys.

## Kapitoly
1. Návrat zla
2. Ur-hominidé
3. Knihovna života
4. Širší topologie
5. Banket na konci času
6. Útěk
7. Biologie
8. Vírník
9. Jonáš
10. Leviathan
11. Transformace Slunce
12. Oblačný kapitán
13. Nebeští žraloci
14. Živý most
15. Živé kontinenty
16. Homo Technologicus
17. Vězení času
18. Kacířství lidskosti

## Děj románu
Pátrač, tvor jenž se díky lidem vyvinul z mývalů a oplývá velkou inteligencí, nalezne u břehu říčky téměř mrtvou ženu. Zahájí několikadenní léčení jejího těla, dokud není schopná se postavit. Oblohu křižují umělé blesky, pustoší cíle a ničí živé tvory. Je to cílený útok po téměř miliardě let.
Žena se jmenuje Cley a je ur-hominidní - má schopnost telepatie. Z jejího kmene nepřežil nikdo jiný. Dvojici nalezne Alvin, jenž je v jejích očích „Svrchovaný“ a vyčítá mu nedostatek ochrany svého kmene. Alvin odlétá s Cley a Pátračem ke „knihovně života“ - obrovské databance genetických kódů DNA, která se také stala terčem útoku. Mnoho jedinečných forem života bylo zničeno. Roboti pracují na odklízení trosek a probíhá záchrana zachovalých zlomků.
Cley se setká se Seranis, představenou komunity v Lys. Seranis ukáže Cley schopnost telepatie, kterou Ur-hominidé disponují. Během diskuze (v běžné řeči) se Pátrač projevuje velmi sečtěle, což Seranis natolik překvapuje, že k němu zaujímá podrážděný postoj. Cley se dozví, že Svrchovaní (Alvin, Seranis a další) ji potřebují, aby mohli obnovit její druh.
Na banketu Alvin všem sdělí, že se vrátila „Šílená mysl“, to ona má na svědomí útoky. Cley se mezi Svrchovanými necítí dobře. Celý její druh je vyhuben. Svrchovaní jej oživili, aby pečoval o rozkvétající biosféru Země. Pokud budou naklonováni další Ur-hominidé, budou jiní - nepoznamenaní životem. Tyto myšlenky vedou Cley k zosnování útěku. Rozhodne se nalézt své soukmenovce, pokud některý z nich přežil. Při útěku do lesa jí pomáhá Pátrač.
Svrchovaní bojují s blesky „Šílené mysli“, která se snaží nalézt a zabít Cley. Ur-hominidní žena touží pomstít smrt svých blízkých. Na mysl jí vytane starobylé slovo: „válka“. Společně s Pátračem se ukryjí dovnitř obrovského stromu. Strom je i s nimi dopraven obrovským Vírníkem na oběžnou dráhu, kde se nalodí dovnitř živého tvora Jonáše schopného meziplanetárních letů. Přesednou do Leviathana, obdobného desetkrát většího tvora. Po Cley pátrají kromě „Šílené mysli“ i Svrchovaní, jejichž loď se objeví v blízkosti Leviathana. Cley se snaží potlačit své myšlenky, aby se neprozradila. Leviathan míří k Venuši. Vědomí Leviathana - tzv. „Kapitán“ zjistí, že přitahuje nežádoucí pozornost díky svému pasažéru - Cley. Potvrdí se to útokem kosmických dravců - „vesmírných žraloků“. Leviathan útok přežije s velkými zraněními. Žádá Cley, aby vystoupila.
Svrchovaní nakonec Cley s Pátračem naleznou. Potřebují ji, neboť díky ní mohou lépe komunikovat s Vanamondem - protějškem „Šílené mysli“. Cley je něco jako důležitá spojka. Pátrač zde sehrává také významnou roli. Cley se dozví, že Alvin de facto způsobil osvobození „Šílené mysli“ z jejího vězení v centrální černé díry, když proběhl kontakt mezi ním a Vanamondem. Vanamondovo nadšení z kontaktu rozpohybovalo magnetosonické výkyvy, které napříč spirálami galaktického ramene zachytila „Šílená mysl“. Jejím záměrem bylo osvobodit se z pout vlastního vesmíru a překročit hranici do metavesmíru. Proražení hranic vyžadovalo stlačení obrovské hmoty a to dokáže jen inteligence naprosto odloučená od hmoty. Zhuštění hmoty by mohlo vyvolat natolik veliké zakřivení časoprostoru, že by se zhroutil v jedné implodující kouli. Ostatní magnetické bytosti se postavily proti plánům „Šílené mysli“. Nehodlaly opustit život zrozený z hmoty a uniknout do jiné dimenze.
To vše si Cley uvědomuje v nastalém okamžiku zlomu, během zápasu se „Šílenou myslí“. Mnoho vyšších celků - biomů, je zdevastováno a zničeno, ale „Šílená mysl“ je pohlcena. Alvin nepřežil, obětoval svůj život za život Cley. Doposud se na něj Cley dívala jako na téměř nesmrtelného člověka, který doopravdy nežije, avšak tento jeho čin ji přesvědčí, že jeho druh není jen tím, který pomalu vymírá.
Seranis je zdrcena smrtí Alvina. Cley se v Leviathanu střetává s ostatními ur-hominidy, kteří byli vzkříšení. Čeká ji budoucnost „matky“ staronového kmene, pro nějž musí najít vhodné místo. Pátrač, mývalovitý tvor s vysokou inteligencí se ukáže být vyslancem biomu Sluneční soustavy.
| „                                | Pravda závisí na smyslových orgánech. | “ |
| — Gregory Benford - Po pádu noci |                                       |   |

## Prostředí
Lidé začali s rekultivací Země. Spolupráce Diasparu s Lys vedla k obnovení ur-hominidů, rasy pralidí, kteří vytvářejí kmenová společenství a pečují o lesy. Biosféra se rozrůstá, po ur-hominidech docílili inteligence i další druhy, např. šelmy. Je zvykem dbát na úctu k evoluci, aby rozumné druhy byly schopné se starat o planetu. Toto sociální pojítko funguje obdobně jako náboženství pro rané formy lidského druhu a ur-hominidy. Život vzkvétá i na Měsíci a ostatních planetách Sluneční soustavy, dopravu mezi nimi nezajišťují pouze člověkem vyrobené kosmické lodi, ale i velké živoucí hvězdolety.
„Šílená mysl“ je magnetická entita, která se stala nebezpečnou pro stabilitu vesmíru a díky spolupráci mnoha rozvinutých ras byla uvězněna do „černého slunce“ - nikoli hvězdy, nýbrž obří černé díry ve středu Galaxie. Mimo „Šílenou mysl“ a Vanamonda se v kosmu vyskytují i další magnetické bytosti (dlouhé až 1 světelný týden), které mezi sebou komunikují a vytvářejí síť - Galaktické vědomí, či Galaktickou mysl. Planetární život (biosféra planet, měsíců, asteroidů) je rozdělen do biomů - mnoha různorodých jednotek, které evoluce zformovala do inteligentních struktur.

## Nesrovnalost
V knize Proti pádu noci je uvedeno zničení Měsíce. Když se začal nebezpečně přibližovat k Zemi („padat na ni“), postavili lidé pevnost Shalmirane a vyvinuli mocnou zbraň, aby satelit zničili.
V knize Po pádu noci, jejíž děj je situován do stejného prostředí o několik století později, je Měsíc opět oběžnicí Země - pokrytou bohatou biosférou.
Z knihy nevyplývá, jestli bylo vesmírné těleso znovu vytvořeno ani zda lidé disponují patřičnými schopnostmi to udělat. Dávní předchůdci však byli nuceni odklonit oběžnou dráhu Země dále od Slunce, které vyzařovalo stále více tepla. Gravitační inženýrství umožnilo velké manévry, jejichž výsledkem bylo přeskupení planet umožňující nové využití. 

## Kritika
James Nicoll poukazuje na velkou propast mezi originálem (Proti pádu noci) a jeho pokračováním (Po pádu noci). Jednou z nesrovnalostí je znovu existující Měsíc a Nicoll vyslovuje domněnku, že G. Benford snad ani původní dílo od A. C. Clarka nečetl, natolik je pokračování odlišné. Společné mají pouze jména několika postav. Čtenář udělá lépe, když si raději „vykloktá kyselinou sírovou než aby měl číst tuto blbost. Kdybych mohl zcela vyjádřit, jak hrozné takzvané pokračování je, každý v doslechu by musel shnít.“